# 増井和男
増井 和男（ますい かずお、1939年9月11日 - ）は、日本の元裁判官。元高松高等裁判所長官。慶應義塾大学大学院法務研究科客員教授。石川県出身。

## 経歴
- 1962年　司法試験合格
- 1963年　東京大学法学部卒業
- 1964年　司法修習生
- 1966年　大阪地方裁判所判事補任官
- 1969年　静岡地方裁判所・静岡家庭裁判所浜松支部判事補
- 1972年　最高裁判所行政局付
- 1975年  大阪地方裁判所判事補
- 1976年　大阪地方裁判所判事
- 1979年　司法研修所教官
- 1982年　書記官研修所教官
- 1985年　東京高等裁判所判事
- 1987年　最高裁判所調査官
- 1991年　最高裁判所上席調査官
- 1992年　東京地方裁判所部総括判事
- 1993年　法務省訟務局長
- 1996年9月　東京高等裁判所判事
- 1996年11月　宇都宮地方裁判所所長
- 1998年2月　東京高等裁判所部総括判事(民事10部）
- 2002年　高松高等裁判所長官
- 2004年　定年退官

| スタブアイコン | サブスタブ | この項目は、まだ閲覧者の調べものの参照としては役立たない、人物に関連した書きかけの項目です。この項目を加筆・訂正などしてくださる協力者を求めています（P:人物伝/PJ:人物伝）。 |